# 나카무라 안
나카무라 안(일본어: 中村 アン, 1987년 9월 17일 ~ )은 일본의 모델이다.

## 출연

### 드라마
- 2024년 쿠팡플레이 사랑 후에 오는 것들 - 칸나 역